# 방적기
방적기(紡績機, spinning machine)는 실을 만드는 기계를 뜻한다. 산업 혁명 이전, 제임스 하그리브스가 1764년에 개발하였다. 방적기와 같은 또 하나의 기계가 있는데 그것은 방직기이다

## 같이 보기
- 제면소